# Bombardement

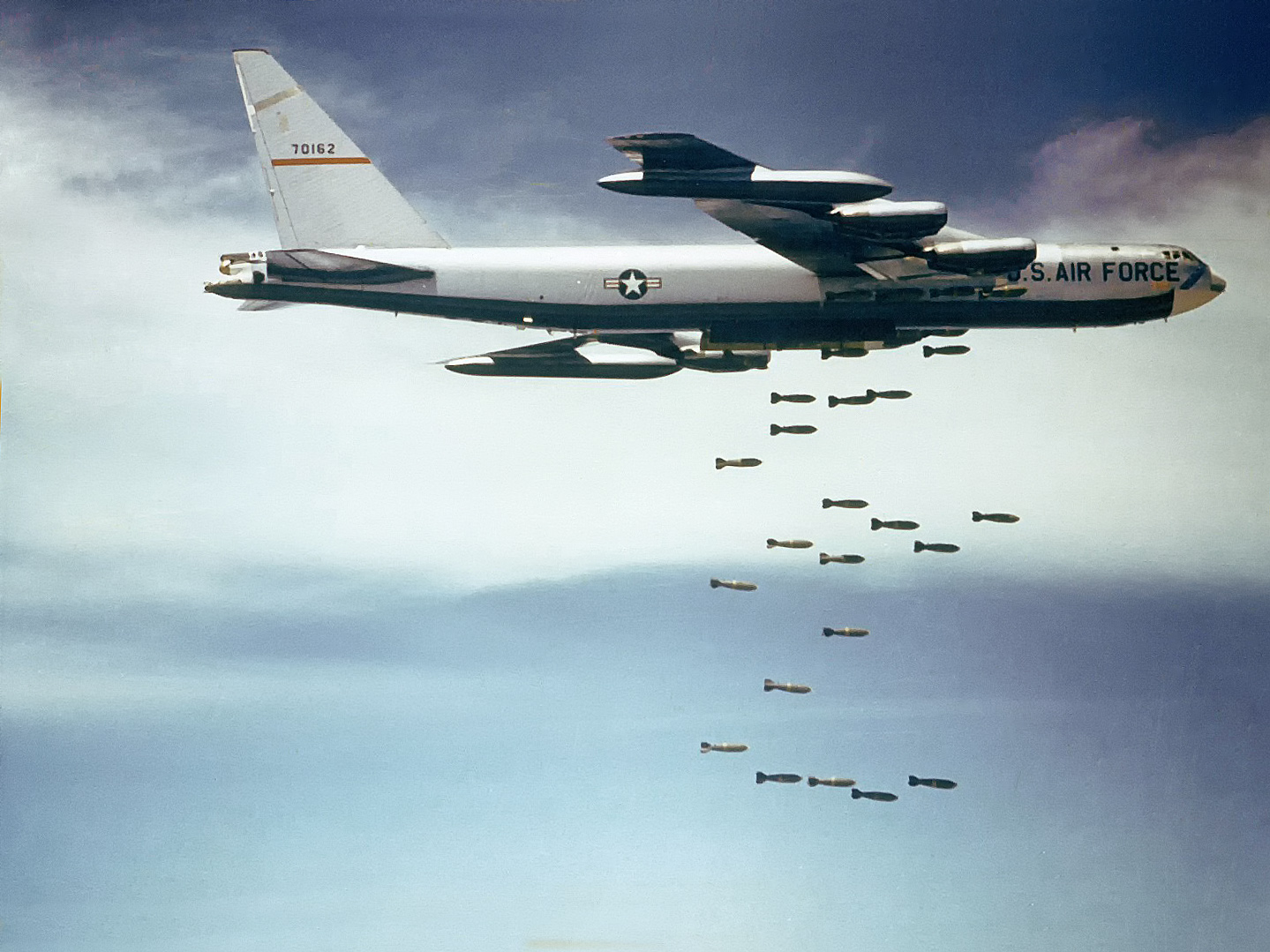
Een B52-bommenwerper boven Vietnam

Bombardement, afgeleid van het woord "bombarde", is het aanhoudelijk beschieten van een object met bommen, veelal met het doel om het betreffende object te beschadigen of buiten werking te stellen, of om de vijand tot overgave te dwingen.

## Korte militaire historie
Het bombardement is met name tot ontwikkeling gekomen als onderdeel van de krijgskunst. In de oudheid werd er met katapulten geschoten. Nadat het buskruit in China was uitgevonden zijn vanaf de middeleeuwen de eerste bombardes in Europa op het strijdtoneel verschenen en werden bombardementen een vast onderdeel van de strijd. De mogelijkheid om kastelen door middel van geschut tot puin te schieten heeft tot een omwenteling in de wijze van oorlogvoering geleid. De diverse vestingsteden in Nederland en België vormen de blijvende herinneringen aan het nadien ontwikkelde verdedigingsstrategie, waarbij forten versterkt met aarden wallen een belangrijke rol speelden. Fortificaties speelden gedurende eeuwen een belangrijke rol, laatstelijk gedurende de Eerste Wereldoorlog, ook wel aangeduid als 'loopgravenoorlog'. Door middel van een systeem van loopgraven poogden de strijdende partijen vijandige bombardementen uit te zitten. 
Na de uitvinding van het vliegtuig werden ook bombardementen vanuit de lucht mogelijk. In de Eerste Wereldoorlog was dit nog zeer gering van omvang, maar in de aanloop naar en gedurende de Tweede Wereldoorlog werd dit steeds grootschaliger. In grote lijnen ontstond er een onderscheid tussen twee typen luchtbombardement: een tactisch bombardement (dat met name gericht is op vijandelijke troepen, aanvoerlijnen en commandocentra in de onmiddellijke nabijheid van het front) en een strategisch bombardement (hoofdzakelijk in het achterland van de vijand, en gericht tegen industriële capaciteit, infrastructuur en/of burgerbevolking). Voor het tactisch bombardement is vooral precisie een vereiste, en het wordt meestal uitgevoerd door relatief kleine, snelle, en wendbare bommenwerpers. Voor een strategisch bombardement is vooral het meegevoerde gewicht van de explosieven van belang, en het wordt dan ook vooral uitgevoerd door grotere, tragere vliegtuigen, strategische bommenwerpers. 
Een strategisch bombardement kan gebruikt worden om een gunstige wending in de strijd te forceren of de tegenpartij zodanig onder druk te zetten dat deze tot concessies bereid wordt. Zowel het bombardement op Rotterdam aan het begin van de Tweede Wereldoorlog als de atoombombombardementen op Hiroshima en Nagasaki aan het eind van diezelfde oorlog zijn hier voorbeelden van. 
Ook in moderne oorlogvoering neemt het bombardement een belangrijke plaats in. Het bombardement van de Iraakse troepen en strategische doelen in de Tweede Golfoorlog duurde van 16 januari tot 24 februari 1991. Het daarop volgende grondoffensief duurde slechts drie dagen, waarna het staakt-het-vuren kon worden afgekondigd.

## Algemeen spraakgebruik
Het woord bombardement wordt ook buiten de krijgskunst gebruikt. In de Kernfysica kan het gaan om het beschieten van chemische elementen met neutronen. Het sturen van zeer aanzienlijke hoeveelheden e-mail naar een bepaald e-mailadres wordt aangeduid als een e-mailbombardement.

## Overgankelijk gebruik
De vaak grote kracht van bombardementen en het feit dat bombardementen verrassende wendingen teweeg kunnen brengen maken dat het woord nogal eens overgankelijk gebruikt wordt. Zo kan men een bombardement aan verwijten naar het hoofd geslingerd krijgen. Opmerkelijk is ook de uitdrukking: "Iemand tot burgemeester bombarderen."